# قائمة العملات التذكارية والميداليات الأمريكية (عقد 1950)

## 1950

### عملات غير متداولة
| الفئة | العملة                              | تصميم الوجه الأمامي | تصميم الوجه الخلفي                                                                     | المعدن            | السكّ                                                                                         | التوافر | الوجه الأمامي | الوجه الخلفي |
| ----- | ----------------------------------- | ------------------- | -------------------------------------------------------------------------------------- | ----------------- | -------------------------------------------------------------------------------------------- | ------- | ------------- | ------------ |
| 50¢   | نصف دولار بوكر تي. واشنطن التذكاري ‏ | بوكر تي واشنطن      | قاعة مشاهير عظماء أمريكا وكوخ خشبي، ونقوش من بينها "من كوخ العبودية إلى قاعة المشاهير" | 90% فضة, 10% نحاس | تمت الموافقة عليها: 5,000,000 (حد أقصى 1946-1951) غير متداولة: 12,004 (P) 12,004 D 512,091 S | 1950    |               |              |

## 1951

### عملات غير متداولة
| الفئة | العملة                             | تصميم الوجه الأمامي                | تصميم الوجه الخلفي                                                                     | المعدن            | السكّ                                                                                         | التوافر | الوجه الأمامي | الوجه الخلفي |
| ----- | ---------------------------------- | ---------------------------------- | -------------------------------------------------------------------------------------- | ----------------- | -------------------------------------------------------------------------------------------- | ------- | ------------- | ------------ |
| 50¢   | نصف دولار بوكر تي. واشنطن التذكاري | بوكر تي. واشنطن                    | قاعة مشاهير عظماء أمريكا وكوخ خشبي، ونقوش من بينها "من كوخ العبودية إلى قاعة المشاهير" | 90% فضة, 10% نحاس | غير متداولة: 510,082 (P) 12,004 D 12,004 S                                                   | 1951    |               |              |
| 50¢   | نصف دولار كارفر-واشنطن ‏            | جورج واشنطن كارفر وبوكر تي. واشنطن | خريطة الولايات المتحدة                                                                 | 90% فضة, 10% نحاس | تمت الموافقة عليها: 3,415,631 (حد أقصى 1951–1954) غير متداولة: 110,018 (P) 10,004 D 10,004 S | 1951    |               |              |

## 1952

### عملات غير متداولة
| الفئة | العملة                 | تصميم الوجه الأمامي                | تصميم الوجه الخلفي     | المعدن            | السكّ                                       | التوافر | الوجه الأمامي | الوجه الخلفي |
| ----- | ---------------------- | ---------------------------------- | ---------------------- | ----------------- | ------------------------------------------ | ------- | ------------- | ------------ |
| 50¢   | نصف دولار كارفر-واشنطن | جورج واشنطن كارفر وبوكر تي. واشنطن | خريطة الولايات المتحدة | 90% فضة, 10% نحاس | غير متداولة: 2,006,292 (P) 8,006 D 8,006 S | 1952    |               |              |

## 1953

### عملات غير متداولة
| الفئة | العملة                 | تصميم الوجه الأمامي                | تصميم الوجه الخلفي     | المعدن            | السكّ                                     | التوافر | الوجه الأمامي | الوجه الخلفي |
| ----- | ---------------------- | ---------------------------------- | ---------------------- | ----------------- | ---------------------------------------- | ------- | ------------- | ------------ |
| 50¢   | نصف دولار كارفر-واشنطن | جورج واشنطن كارفر وبوكر تي. واشنطن | خريطة الولايات المتحدة | 90% فضة, 10% نحاس | غير متداولة: 8,003 (P) 8,003 D 108,020 S | 1953    |               |              |

## 1954

### عملات غير متداولة
| الفئة | العملة                                                           | تصميم الوجه الأمامي                | تصميم الوجه الخلفي     | المعدن            | السكّ                                                                 | التوافر | الوجه الأمامي | الوجه الخلفي |
| ----- | ---------------------------------------------------------------- | ---------------------------------- | ---------------------- | ----------------- | -------------------------------------------------------------------- | ------- | ------------- | ------------ |
| 50¢   | نصف دولار كارفر-واشنطن                                           | جورج واشنطن كارفر وبوكر تي. واشنطن | خريطة الولايات المتحدة | 90% فضة, 10% نحاس | غير متداولة: 12,006 (P) 12,006 D 122,024 S                           | 1954    |               |              |
| 50¢   | نصف دولار المئوية الثالثة لنورثهامبتون، ماساتشوستس (تم الاعتراض) |                                    |                        | 90% فضة, 10% نحاس | لم يتم الموافقة على أي منها أو سكها (تم اقتراح سك مليون قطعة)        |         |               |              |
| 50¢   | نصف دولار المئوية الثالث لمدينة نيويورك (تم الاعتراض)            |                                    |                        | 90% فضة, 10% نحاس | لم يتم الموافقة على أي منها أو سكها (تم اقتراح سك 5 مليون قطعة)      |         |               |              |
| 50¢   | نصف دولار الذكرى الـ 150 لصفقة لويزيانا (تم الاعتراض)            |                                    |                        | 90% فضة, 10% نحاس | لم يتم الموافقة على أي منها أو سكها (تم اقتراح سك 2 ونصف مليون قطعة) |         |               |              |